# Michele Gaia
Michele Gaia (né le 27 août 1985, à Brescia, en Lombardie) est un coureur cycliste italien.

## Palmarès
- 2003
  - 4e étape des Tre Ciclistica Bresciana
  - Trofeo Buffoni
  - 2e des Tre Ciclistica Bresciana
- 2004
  - Cirié-Pian della Mussa
- 2005
  - Mémorial Luigino Maccarinelli
- 2006
  - 2e de la Cronoscalata Gardone Val Trompia-Prati di Caregno
  - 3e de Zanè-Monte Cengio
- 2007
  - 2e du championnat d'Italie sur route espoirs
- 2008
  - Classement général du Tour de la Vallée d'Aoste
  - Trofeo Gavardo Tecmor
  - 2e de Bassano-Monte Grappa
  - 3e de Cirié-Pian della Mussa

## Classements mondiaux
| Année           | 2006 | 2007 | 2008 |
| --------------- | ---- | ---- | ---- |
| UCI Europe Tour | 410e | 444e | 227e |